# Ingeborg di Norvegia (duchessa di Södermanland-Halland)
Ingebjørg Håkansdatter, meglio nota come Ingeborg di Norvegia, duchessa di Södermanland e Halland (Bergen, 1301 – Svezia, 17 giugno 1361), è stata una nobile norvegese, figlia di re Haakon V di Norvegia e madre di Magnus IV di Svezia.
Fu una delle figure politiche di riferimento della Svezia medievale.

## Biografia

### Origini e matrimonio
Era l'unica figlia di re Haakon V di Norvegia e sua moglie Eufemia di Rugia. Ad appena un anno venne promessa in sposa ad Erik Magnusson, fratello di re Birger di Svezia, di vent'anni più grande di lei; dopo alterne vicende e rotture del fidanzamento, le nozze si celebrarono nel 1312, quando Ingeborg aveva dodici anni.
In una cerimonia congiunta ad Oslo, oltre al matrimonio tra Erik ed Ingeborg si celebrò anche l'unione tra la sua omonima cugina Ingeborg e Valdemaro Magnusson, fratello di Erik. I principi svedesi rientrarono subito in patria, mentre le cugine si trattennero in Norvegia fino al 1313, quando raggiunsero i mariti per festeggiare solennemente i matrimoni.
Ingeborg diede ad Erik due figli, Magnus ed Eufemia, e non ancora adulta era già una delle nobildonne più potenti di Svezia.

### La guerra contro re Birger
Il matrimonio tra Ingeborg ed Erik proseguì fino al 1317, quando re Birger, deciso a vendicarsi dei fratelli minori per un affronto subito alcuni anni prima, indisse tra il 10 e l'11 dicembre un banchetto al castello di Nyköping per attirare Erik e Valdemaro presso di sé. La trappola funzionò, e li fece arrestare e morire di fame nel giro di poche settimane.
Il tradimento del re scatenò una guerra civile in Svezia, e le due Ingeborg formarono un'alleanza con l'arcivescovo di Lund Esger Juul e il principe Cristoforo di Danimarca per spodestare Birger. L'alleanza ebbe successo e nel 1319 Birger fuggì presso Eric VI di Danimarca, e i nobili svedesi elessero il piccolo Magnus Eriksson, figlio di Ingeborg, come nuovo re. Poco dopo re Haakon V di Norvegia morì senza eredi maschi, e Magnus ereditò anche la corona del nonno, unendo i due regni.

### Regina reggente
Data la minore età del figlio, Ingeborg divenne reggente per suo conto in entrambi i regni, acquisendo così un enorme potere sia in Svezia che in Norvegia. Presto incontrò una sempre maggiore opposizione, soprattutto in Svezia: i nobili temevano infatti di essere spodestati dai collaboratori della regina, tra i quali spiccava Canuto Porse, suo amante e, in seguito, secondo marito.
Nel 1320 dissolse i debiti che la città di Riga aveva contratto con suo marito Erik, e ciò causò la rabbia del concilio svedese, che dal 1322 le proibì di agire in autonomia. Nel 1323 perse l'autorità anche sul concilio norvegese, e il suo potere ne uscì drasticamente ridotto. Inoltre, dopo una fallita invasione della Scania, nel 1326 il concilio svedese fece ricadere su di lei la colpa e la esautorò del tutto, esiliando Canuto Porse e privandola della maggior parte delle sue terre.

### Ultimi anni
Nel 1327 si riunì con Canuto Porse, col quale si sposò rendendolo duca di Halland, e ciò le costò anche i suoi appoggi in Norvegia. Canuto venne assassinato a Copenaghen nel 1330, e Ingeborg allora si riunì con il figlio Magnus alla corte svedese, senza tuttavia esercitare grande influenza su di lui. Nel 1343 accolse la figlia Eufemia e il genero Alberto II di Meclemburgo durante la loro visita in Svezia con la sua flotta personale.
Rientrata nel ducato di Halland, nel 1350 la peste nera colpì con violenza la Svezia e le uccise i due figli maschi avuti dal secondo matrimonio, lasciandola come unica duchessa di Halland. Morì nel 1361, e il titolo venne riassorbito nella Corona svedese.

## Matrimoni e figli
Ingeborg si sposò due volte, la prima nel 1312 con Erik Magnusson, dal quale ebbe due figli:
- Magnus (1316-1374), in seguito re di Svezia;
- Eufemia (1317-1370), duchessa di Meclemburgo.

Dopo l'assassinio del primo marito, si risposò nel 1327 con l'amante Canuto Porse, dal quale ebbe tre figli:
- Canuto Porse il Giovane (?-1350), duca di Halland, morto di peste;
- Haakon Porse (?-1350), duca di Halland, morto di peste;
- Birgitta Porse.

## Ascendenza
|                                 |                     |                                | Genitori                  |  |  | Nonni |  |  | Bisnonni              |  |  | Trisnonni              |  |
|                                 |                     |                                |                           |  |  |       |  |  | Haakon IV di Norvegia |  |  | Haakon III di Norvegia |  |
|                                 |                     |                                |                           |  |  |       |  |  | Haakon IV di Norvegia |  |  | Haakon III di Norvegia |  |
|                                 |                     | Inga di Varteig                |                           |  |  |       |  |  | Haakon IV di Norvegia |  |  |                        |  |
| Magnus VI di Norvegia           |                     |                                |                           |  |  |       |  |  | Haakon IV di Norvegia |  |  |                        |  |
|                                 |                     | Margrete Skulesdatter          | …                         |  |  |       |  |  |                       |  |  |                        |  |
|                                 |                     | Margrete Skulesdatter          | …                         |  |  |       |  |  |                       |  |  |                        |  |
|                                 |                     | Margrete Skulesdatter          | …                         |  |  |       |  |  |                       |  |  |                        |  |
| Haakon V di Norvegia            |                     | Margrete Skulesdatter          |                           |  |  |       |  |  |                       |  |  |                        |  |
|                                 |                     | Eric IV di Danimarca           | Valdemaro II di Danimarca |  |  |       |  |  |                       |  |  |                        |  |
|                                 |                     | Eric IV di Danimarca           | Valdemaro II di Danimarca |  |  |       |  |  |                       |  |  |                        |  |
|                                 |                     | Eric IV di Danimarca           | Berengaria del Portogallo |  |  |       |  |  |                       |  |  |                        |  |
| Ingeborg di Danimarca           |                     | Eric IV di Danimarca           |                           |  |  |       |  |  |                       |  |  |                        |  |
|                                 |                     | Jutta di Sassonia              | Alberto I di Sassonia     |  |  |       |  |  |                       |  |  |                        |  |
|                                 |                     | Jutta di Sassonia              | Alberto I di Sassonia     |  |  |       |  |  |                       |  |  |                        |  |
|                                 |                     | Jutta di Sassonia              | Agnese d'Austria          |  |  |       |  |  |                       |  |  |                        |  |
| Ingeborg di Norvegia            |                     | Jutta di Sassonia              |                           |  |  |       |  |  |                       |  |  |                        |  |
|                                 | Jaromar II di Rugen | Vitslav I di Rugen             |                           |  |  |       |  |  |                       |  |  |                        |  |
|                                 | Jaromar II di Rugen | Vitslav I di Rugen             |                           |  |  |       |  |  |                       |  |  |                        |  |
|                                 | Jaromar II di Rugen | Margrete                       |                           |  |  |       |  |  |                       |  |  |                        |  |
| Vitslav II di Rugen             | Jaromar II di Rugen |                                |                           |  |  |       |  |  |                       |  |  |                        |  |
|                                 |                     | Eufemia di Pomerania           | …                         |  |  |       |  |  |                       |  |  |                        |  |
|                                 |                     | Eufemia di Pomerania           | …                         |  |  |       |  |  |                       |  |  |                        |  |
|                                 |                     | Eufemia di Pomerania           | …                         |  |  |       |  |  |                       |  |  |                        |  |
| Eufemia di Rugia                |                     | Eufemia di Pomerania           |                           |  |  |       |  |  |                       |  |  |                        |  |
|                                 |                     | Ottone I di Brunswick-Lüneburg | Guglielmo di Winchester   |  |  |       |  |  |                       |  |  |                        |  |
|                                 |                     | Ottone I di Brunswick-Lüneburg | Guglielmo di Winchester   |  |  |       |  |  |                       |  |  |                        |  |
|                                 |                     | Ottone I di Brunswick-Lüneburg | Elena di Danimarca        |  |  |       |  |  |                       |  |  |                        |  |
| Agnese di Braunschweig-Lüneburg |                     | Ottone I di Brunswick-Lüneburg |                           |  |  |       |  |  |                       |  |  |                        |  |
|                                 |                     | Matilda del Brandeburgo        | Alberto II di Brandeburgo |  |  |       |  |  |                       |  |  |                        |  |
|                                 |                     | Matilda del Brandeburgo        | Alberto II di Brandeburgo |  |  |       |  |  |                       |  |  |                        |  |
|                                 |                     | Matilda del Brandeburgo        | Matilde di Groitzsch      |  |  |       |  |  |                       |  |  |                        |  |
|                                 |                     | Matilda del Brandeburgo        |                           |  |  |       |  |  |                       |  |  |                        |  |